# Jérémy Jacquet
Jérémy Jacquet (Bondy, 13 luglio 2005) è un calciatore francese, difensore del Rennes.

## Caratteristiche tecniche
È un difensore centrale.

## Carriera

### Club
Jacquet è cresciuto nel settore giovanile del Rennes dove ha debuttato in prima squadra il 13 gennaio 2024 nell'incontro di Ligue 1 vinto 2-0 contro il Nizza. Poche settimane dopo è stato ceduto in prestito al Clermont Foot fino al termine della stagione.

### Nazionale
Ha giocato con le nazionali francesi Under-17, Under-18 e Under-19.

## Statistiche

### Presenze e reti nei club
Statistiche aggiornate al 28 aprile 2024.
| Stagione        | Squadra         | Campionato      | Campionato | Campionato | Coppe nazionali | Coppe nazionali | Coppe nazionali | Coppe continentali | Coppe continentali | Coppe continentali | Altre coppe | Altre coppe | Altre coppe | Totale | Totale | Totale |
| Stagione        | Squadra         | Comp            | Pres       | Reti       | Comp            | Pres            | Reti            | Comp               | Pres               | Reti               | Comp        | Pres        | Reti        | Pres   | Reti   |        |
| --------------- | --------------- | --------------- | ---------- | ---------- | --------------- | --------------- | --------------- | ------------------ | ------------------ | ------------------ | ----------- | ----------- | ----------- | ------ | ------ | ------ |
| 2021-2022       | Rennes 2        | N3              | 2          | 0          |                 | -               | -               |                    | -                  | -                  |             | -           | -           | 2      | 0      |        |
| 2022-2023       | Rennes 2        | N3              | 20         | 3          |                 | -               | -               |                    | -                  | -                  |             | -           | -           | 20     | 3      |        |
| 2023-gen. 2024  | Rennes 2        | N3              | 9          | 0          |                 | -               | -               |                    | -                  | -                  |             | -           | -           | 9      | 0      |        |
| 2023-gen. 2024  | Rennes          | L1              | 1          | 0          | CF              | 0               | 0               | UEL                | 0                  | 0                  |             | -           | -           | 1      | 0      |        |
| gen.-giu. 2024  | Clermont Foot 2 | N3              | 1          | 0          |                 | -               | -               |                    | -                  | -                  |             | -           | -           | 1      | 0      |        |
| gen.-giu. 2024  | Clermont Foot   | L1              | 3          | 0          | CF              | 0               | 0               |                    | -                  | -                  |             | -           | -           | 3      | 0      |        |
| Totale carriera | Totale carriera | Totale carriera | 36         | 3          |                 | 0               | 0               |                    | 0                  | 0                  |             | -           | -           | 36     | 3      |        |